# Franz Christoph von Hutten zum Stolzenberg

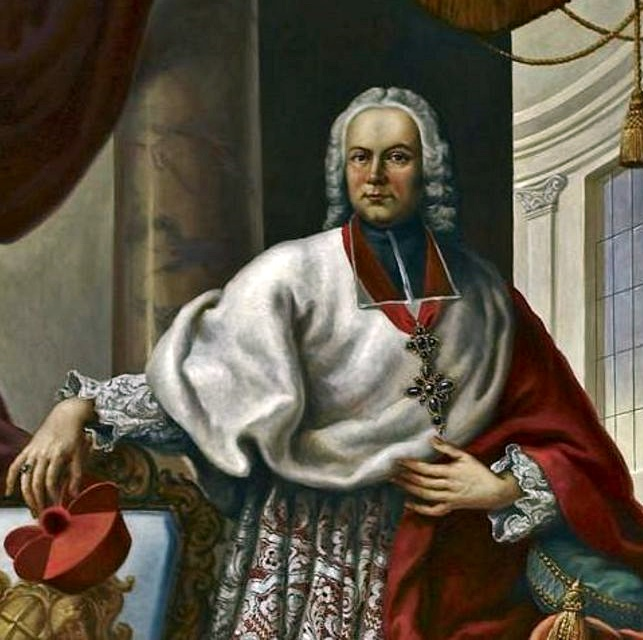
Franz Christoph Kardinal von Hutten (1765)

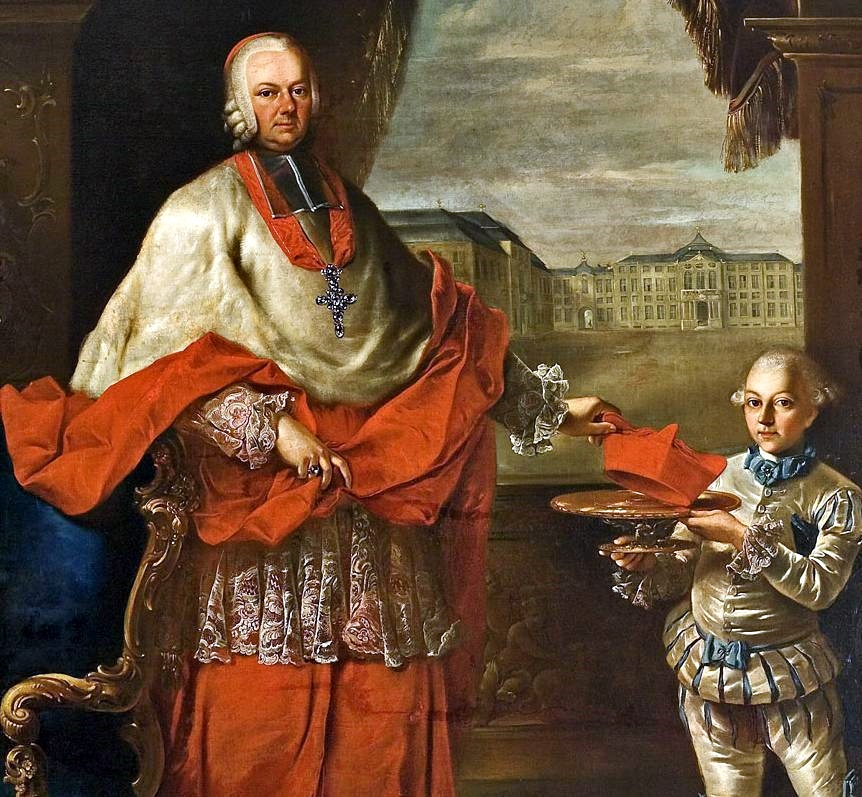
Fürstbischof Franz Christoph von Hutten in Kardinalornat und Cappa magna (ca. 1765)

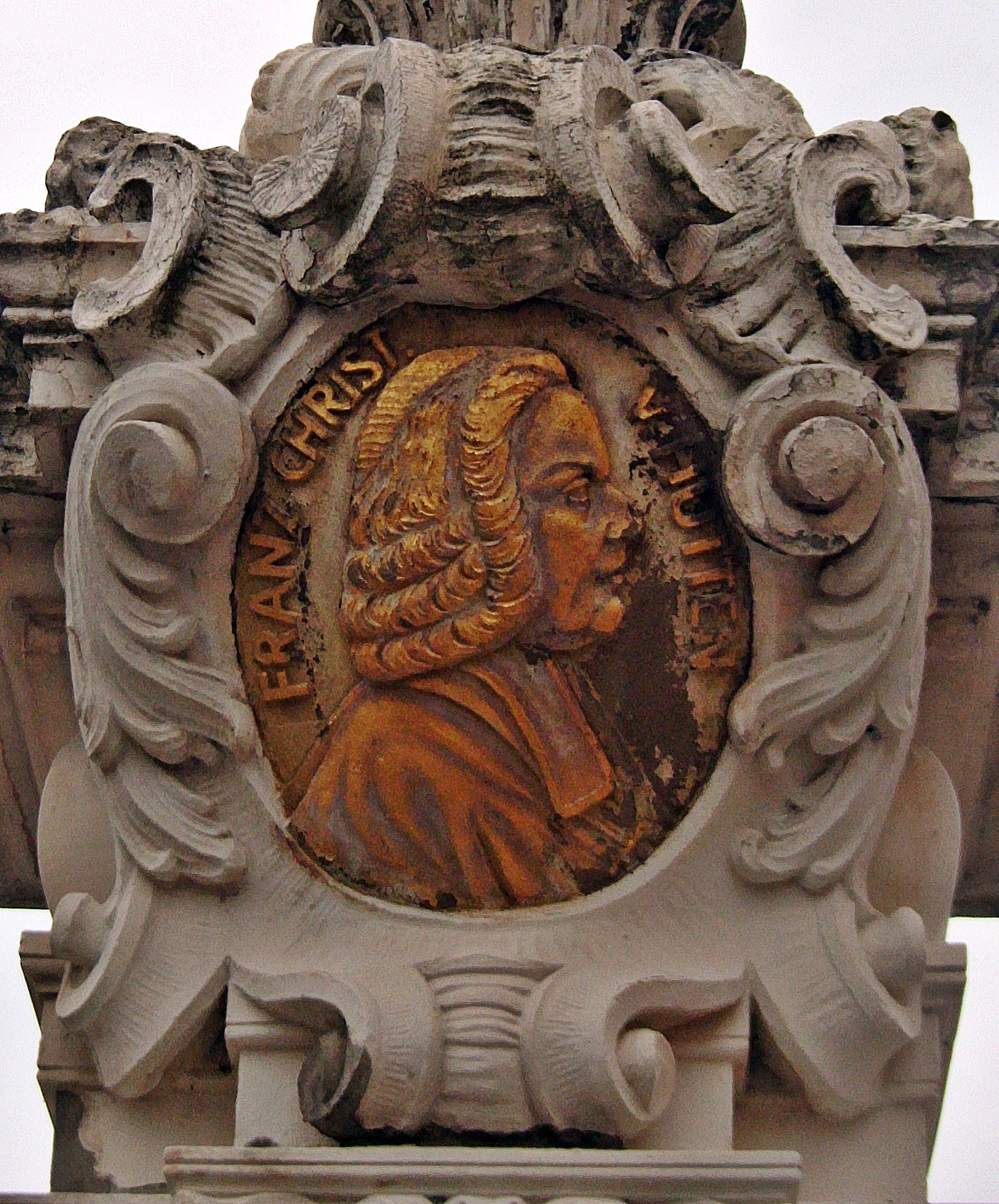
Franz Christoph von Hutten zum Stolzenberg, Medaillon im Außenbereich von Schloss Bruchsal

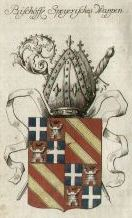
Wappen des Fürstbischofs Franz Christoph von Hutten

Franz Christoph Reichsfreiherr von Hutten zum Stolzenberg (* 6. März 1706 in Steinbach, heute Stadtteil von Lohr; † 20. April 1770 in Bruchsal) war Fürstbischof von Speyer und Kardinal der römisch-katholischen Kirche.

## Leben
Franz Christoph von Hutten stammt aus dem reichsritterlichen Geschlecht derer von Hutten, das schon mehrere Bischöfe hervorgebracht hatte. Er war der Sohn des Franz Ludwig Freiherr von Hutten zu Stolzenberg, Amtmann in Homburg an der Werren und später Kaiserlicher Rat und Würzburger Oberamtmann im fränkischen Gerolzhofen, und der Johanna Juliana, geborene von Bicken.
Franz Christoph studierte unter anderem Rechtswissenschaften und Theologie. Er wählte den geistlichen Stand und wurde als Subdiakon Domherr in Würzburg.
Am 14. November 1743 wurde er als Nachfolger von Damian Hugo von Schönborn Bischof von Speyer. Als Bischof von Speyer war Franz Christoph durch den weltlichen Besitz des Bistums, das Hochstift Speyer, auch geistlicher Reichsfürst. Außerdem war er kraft Amtes gefürsteter Propst von Weißenburg. Die päpstliche Bestätigung seiner Bischofswahl bekam er am 3. Februar 1744, der Mainzer Weihbischof Christoph Nebel spendete ihm die Weihe.
Die Gebäude der barocken Residenz der Fürstbischöfe von Speyer, des Schlosses Bruchsal, waren zum Zeitpunkt von Franz Christophs Amtseinführung bereits fertiggestellt, doch die Innenausstattung im Stil des Rokoko übernahm jetzt der neu gewählte Fürstbischof.
Sein merkantilistisches Denken ließ ihn am 25. Juni 1748 den Grundstein zu einer Saline in der südlichen Vorstadt von Bruchsal legen. Die Quelle führte seinerzeit allerdings von Ubstadt über den nördlichen Teil der Stadt dorthin. Am 12. Juni 1749 wurde der Betrieb der Saline einem Verein übergeben, der auch gleich mit dem Salzsieden begann. 1752 erfolgte dann der Bau und die Einrichtung einer Tabakfabrik, später auch einer Spitzen- und Spinnfabrik. Bruchsal erlebte eine wirtschaftliche Blüte, die letztlich jedoch nicht von langem Bestand war, da die Manufakturen trotz staatlicher Protektion nicht lange überlebten. Auf das Schulwesen wurde von Franz Christoph und seinem Vorgänger besonderer Wert gelegt: So führte Hugo Damian die Schulpflicht ein, und unter Franz Christoph wurde ein Gymnasium in Bruchsal gegründet. Auch die Liebe zu den musischen Künsten hatten beide gemeinsam, Franz Christoph soll darüber hinaus auch ein Liebhaber edler Steine gewesen sein. Die beiden Bischöfe gelten jedoch als sehr verschiedene Persönlichkeiten, was sich auch in der Freskomalerei des Treppenhauses im Bruchsaler Schloss darstellt: Auf der einen Seite ist der Fürstbischof Damian Hugo von Schönborn als gestrenger Herrscher zu sehen, welcher unmissverständlich auf den Schlossplan deutet, welchen ein weiblicher Genius ihm darbietet, ihm gegenüber mit freundlicher Geste auf dem rotsamtenen Thron sitzend, die Arme ausbreitend, sein Nachfolger Franz Christoph von Hutten.
In Kriegszeiten und bei der Kaiserwahl setzte sich von Hutten immer für das Haus Habsburg ein. 1761 wurde er auf Betreiben Kaiser Franz I. Stephan von Papst Klemens XIII. zum Kardinal erhoben. Nach Rom reiste er jedoch nie.
Fürstbischof Franz Christoph von Hutten ließ 1766 in Bad Langenbrücken, nach dem Fund von Schwefelquellen, ein Schwefelbad errichten, das die Grundlage für den Kurbetrieb in Bad Langenbrücken wurde.
1770 starb Bischof Franz Christoph in Bruchsal. Die Beisetzung fand am 11. Mai 1770 in der Gruft der dortigen Peterskirche an der Seite seines Vorgängers statt. Das Herz wurde am 11. Mai 1770 vor dem Marienaltar in der Klosterkirche zu Waghäusel beigesetzt.
In Hirschings Historisch-literarischem Handbuch (Band 3) wird ihm 1797 ein glänzendes Zeugnis ausgestellt: „Seinem Bisthum erwies er viel Gutes. Er erweiterte seine Residenz Bruchsal, vollendete den bischöflichen Palast, verbesserte das Seminarium, stiftete ein Landhospital und schenkte ihm 30.000 fl. und zu einem Arbeitshause gab er 50.000 Gulden. Mit Durlach errichtete er wegen der Grafschaft Eberstein einen Erbvertrag, und kaufte die Herrschaften Neu- und Pfauhausen. Das ganze Land verehrte ihn als Vater, und vermißte ihn jammernd, als er am 20. April 1770 starb“.

## Wappen
Das abgebildete gemehrte fürstbischöfliche Wappen ist geviert. Es zeigt im Wechsel das Familienwappen und eine zweite Vierung, die das Hochstift Speyer und die Fürstpropstei Weißenburg symbolisiert. Das Familienwappen der Hutten zeigt zwei goldene Schrägbalken auf Rot.

## Ehrungen
Franz Christoph von Hutten ist Namensgeber von Huttenheim, heute ein Stadtteil von Philippsburg. Nach einem Hochwasser im Jahre 1758 hatte von Hutten das ehemalige Dorf Knaudenheim dabei unterstützt, den Ort auf die vor weiteren Überflutungen sicheren Hochgestade zu verlegen. Aus Dankbarkeit benannten die Einwohner den Ort um.